# Canada op de Olympische Winterspelen 1998
Tijdens de Olympische Winterspelen van 1998, die in Nagano (Japan) werden gehouden, nam Canada voor de achttiende keer deel.

## Medailleoverzicht
| Sport       | Olympiër                                                             | Discipline           | Medaille |
| ----------- | -------------------------------------------------------------------- | -------------------- | -------- |
| Bobsleeën   | Pierre Lueders Dave MacEachern                                       | 2-mansbob (m)        | Goud     |
| Curling     | Sandra Schmirler Jan Betker Joan McCusker Marcia Gudereit Atina Ford | vrouwen              | Goud     |
| Schaatsen   | Catriona LeMay-Doan                                                  | 500 m (v)            | Goud     |
| Shorttrack  | Annie Perreault                                                      | 500 m (v)            | Goud     |
| Shorttrack  | Éric Bédard Derrick Campbell François Drolet Marc Gagnon             | 5000 m aflossing (m) | Goud     |
| Snowboarden | Ross Rebagliati                                                      | reuzenslalom (m)     | Goud     |
| Curling     | Mike Harris Richard Hart Collin Mitchell George Karrys Paul Savage   | mannen               | Zilver   |
| Kunstrijden | Elvis Stojko                                                         | mannen               | Zilver   |
| Schaatsen   | Jeremy Wotherspoon                                                   | 500 m (m)            | Zilver   |
| Schaatsen   | Susan Auch                                                           | 500 m (v)            | Zilver   |
| IJshockey   | Olympisch team                                                       | vrouwen              | Zilver   |
| Schaatsen   | Kevin Overland                                                       | 500 m (m)            | Brons    |
| Schaatsen   | Catriona LeMay-Doan                                                  | 1000 m (v)           | Brons    |
| Shorttrack  | Éric Bédard                                                          | 1000 m (m)           | Brons    |
| Shorttrack  | Christine Boudrias Isabelle Charest Annie Perreault Tania Vicent     | 3000 m aflossing (v) | Brons    |

## Deelnemers en resultaten
(m) = mannen, (v) = vrouwen 

### Alpineskiën
| Olympiër          | Discipline       | Resultaat | Prestatie                                 |
| ----------------- | ---------------- | --------- | ----------------------------------------- |
| Thomas Grandi     | reuzenslalom (m) | dq-1      | diskwalificatie run 1 dq (1.23,31)        |
| Thomas Grandi     | slalom (m)       | dnf-1     | opgave run 1                              |
| Ed Podivinsky     | afdaling (m)     | 5e        | 1.50,71 (+0,60)                           |
| Ed Podivinsky     | super g (m)      | dq        | diskwalificatie                           |
| Ed Podivinsky     | combinatie (m)   | dnf-s2    | opgave slalom run 2 slalom: — (51,48+dnf) |
| Luke Sauder       | afdaling (m)     | dnf       | opgave                                    |
| Brian Stemmle     | afdaling (m)     | dnf       | opgave                                    |
| Brian Stemmle     | super g (m)      | 12e       | 1.36,40 (+1,58)                           |
| Kevin Wert        | afdaling (m)     | 19e       | 1.52,67 (+2,56)                           |
|                   |                  |           |                                           |
| Kate Pace-Lindsay | afdaling (v)     | 19e       | 1.31,30 (+1,41)                           |
| Kate Pace-Lindsay | super g (v)      | 27e       | 1.19,89 (+1,87)                           |
| Katerina Tichy    | slalom (v)       | dnf-2     | opgave run 2 47,93+dnf                    |
| Mélanie Turgeon   | afdaling (v)     | 22e       | 1.31,45 (+1,56)                           |
| Mélanie Turgeon   | super g (v)      | 20e       | 1.19,20 (+1,18)                           |
| Mélanie Turgeon   | combinatie (v)   | dnf-a     | opgave afdaling                           |

### Biatlon
| Olympiër                                                      | Discipline             | Resultaat | Prestatie |
| ------------------------------------------------------------- | ---------------------- | --------- | --- |
| Steve Cyr                                                     | 10 km (m)              | 48e       | 30.35,0 (+3.18,8) pen.: 3 (3 + 0) |
| Steve Cyr                                                     | 20 km (m)              | 55e       | 1:04.12,9 (+8.56,5) pen.: 6 (0 + 3 + 1 + 2) |
| Kevin Quintilio                                               | 10 km (m)              | 66e       | 32.32,6 (+5.16,4) pen.: 3 (2 + 1) |
| Kevin Quintilio                                               | 20 km (m)              | 64e       | 1:05.37,2 (+9.20,8) pen.: 4 (2 + 0 + 1 + 1) |
|                                                               |                        |           | |
| Myriam Bédard                                                 | 7,5 km (v)             | 32e       | 25.11,3 (+2.03,3) pen.: 0 (0 + 0) |
| Myriam Bédard                                                 | 15 km (v)              | 50e       | 1:02.44,1 (+8.52,1) pen.: 3 (1 + 0 + 1 + 1) |
| Michelle Collard                                              | 7,5 km (v)             | 38e       | 25.26,1 (+2.18,1) pen.: 0 (0 + 0) |
| Nikki Keddie                                                  | 15 km (v)              | 60e       | 1:08.46,5 (+14.54,5) pen.: 5 (1 + 1 + 1 + 2) |
| Team Kristin Berg Myriam Bédard Nikki Keddie Michelle Collard | 4x7,5 km estafette (v) | 17e       | 1:53.15,0 (+13.01,4) pen.: 3-15 28.44,6 pen.: 1-5 (1-3 + 0-2) 25.20,0 pen.: 0-1 (0-1 + 0-0) 29.56,1 pen.: 2-6 (1-3 + 1-3) 29.14,3 pen.: 0-3 (0-1 + 0-2) |

### Bobsleeën
| Olympiër                                                  | Discipline              | Resultaat | Prestatie                                       |
| --------------------------------------------------------- | ----------------------- | --------- | ----------------------------------------------- |
| Pierre Lueders Dave MacEachern                            | 2-mansbob (m) Canada I  | Goud      | 3.37,24 (54,56 / 54,28 / 54,16 / 54,24)         |
| Chris Lori Jack Pyc                                       | 2-mansbob (m) Canada II | 12e       | 3.38,98 (+1,74) (54,76 / 54,72 / 54,71 / 54,79) |
| Pierre Lueders Ricardo Greenidge Jack Pyc Dave MacEachern | 4-mansbob (m) Canada I  | 9e        | 2.40,39 (+0,98) (53,14 / 53,44 / 53,81)         |
| Chris Lori Ben Hindle Matt Hindle Ian Danney              | 4-mansbob (m) Canada II | 11e       | 2.41,14 (+1,73) (53,52 / 53,69 / 53,93)         |

### Curling
| Olympiër                                                             | Discipline | Resultaat | Prestatie |
| -------------------------------------------------------------------- | ---------- | --------- | --- |
| Mike Harris Richard Hart Collin Mitchell George Karrys Paul Savage   | mannen     | Zilver    | Groepsfase: 7- 4 Canada - Japan 11- 3 Canada - Verenigde Staten 10- 3 Canada - Groot-Brittannië 10- 6 Canada - Duitsland 8- 3 Canada - Zwitserland 6- 3 Canada - Zweden 8-10 Canada - Noorwegen Halve finale: 7- 1 Canada - Verenigde Staten Finale: 3- 9 Canada - Zwitserland |
| Sandra Schmirler Jan Betker Joan McCusker Marcia Gudereit Atina Ford | vrouwen    | Goud      | Groepsfase: 7- 6 Canada - Verenigde Staten 5- 6 Canada - Noorwegen 7- 4 Canada - Japan 9- 5 Canada - Denemarken 8- 3 Canada - Groot-Brittannië 7- 5 Canada - Zweden 8- 5 Canada - Duitsland Halve finale: 6- 5 Canada - Groot-Brittannië Finale: 7- 5 Canada - Denemarken      |

### Freestyleskiën
| Olympiër          | Discipline  | Resultaat | Prestatie                           |
| ----------------- | ----------- | --------- | ----------------------------------- |
| Jean-Luc Brassard | moguls (m)  | 4e        | 25,52 p. (kwalificatie: 24,73 p.)   |
| Ryan Johnson      | moguls (m)  | 7e        | 25,25 p. (kwalificatie: 25,12 p.)   |
| Stéphane Rochon   | moguls (m)  | 8e        | 25,01 p. (kwalificatie: 24,62 p.)   |
| Dominick Gauthier | moguls (m)  | 17e       | dnq (kwalificatie: 23,90 p.)        |
| Nicolas Fontaine  | aerials (m) | 10e       | 216,93 p. (kwalificatie: 219,60 p.) |
| Jeff Bean         | aerials (m) | 11e       | 210,77 p. (kwalificatie: 224,86 p.) |
| Andy Capicik      | aerials (m) | 12e       | 209,01 p. (kwalificatie: 227,39 p.) |
| Ann-Marie Pelchat | moguls (v)  | 5e        | 23,95 p. (kwalificatie: 23,35 p.)   |
| Tami Bradley      | moguls (v)  | 16e       | 15,02 p. (kwalificatie: 21,28 p.)   |
| Josée Charbonneau | moguls (v)  | 24e       | dnq (kwalificatie: 18,54 p.)        |
| Veronica Brenner  | aerials (v) | 9e        | 151,15 p. (kwalificatie: 174,86 p.) |
| Caroline Olivier  | aerials (v) | 19e       | dnq (kwalificatie: 133,94 p.)       |

### Kunstrijden
| Olympiër                              | Discipline | Resultaat | Prestatie                                                 |
| ------------------------------------- | ---------- | --------- | --------------------------------------------------------- |
| Elvis Stojko                          | mannen     | Zilver    | 4,0 p. (korte kür: 2 - lange kür: 3)                      |
| Jeff Langdon                          | mannen     | 12e       | 18,5 p. (korte kür: 17 - lange kür: 10)                   |
| Kristy-Lee Sargeant Kris Wirtz        | paarrijden | 12e       | 17,5 p. (korte kür: 11 - lange kür: 12)                   |
| Marie-Claude Savard-Gagnon Luc Bradet | paarrijden | 16e       | 22,0 p. (korte kür: 12 - lange kür: 16)                   |
| Shae-Lynn Bourne Victor Kraatz        | ijsdansen  | 4e        | 7,2 p. (verpl.1: 5 - verpl.2: 4 - org.: 4 - vrij: 3)      |
| Chantal Lefebvre Michel Brunet        | ijsdansen  | 19e       | 38,0 p. (verpl.1: 19 - verpl.2: 19 - org.: 19 - vrij: 19) |

### Langlaufen
| Olympiër                                                       | Discipline                    | Resultaat | Prestatie                                           |
| -------------------------------------------------------------- | ----------------------------- | --------- | --------------------------------------------------- |
| Yves Bilodeau                                                  | 10 km klassiek (m)            | 75e       | 31.56,9 (+4.32,4)                                   |
| Yves Bilodeau                                                  | achtervolging 10 km+15 km (m) | dns       | niet gestart 15 km (10 km:31.56 + 15 km:dns)        |
| Chris Blanchard                                                | 10 km klassiek (m)            | 51e       | 30.37,1 (+3.12,6)                                   |
| Chris Blanchard                                                | 50 km vrije stijl (m)         | 56e       | 2:26.58,9 (+21.50,7)                                |
| Chris Blanchard                                                | achtervolging 10 km+15 km (m) | 56e       | +8.06,6 (10 km:30.37 + 15 km:44.31,3)               |
| Donald Farley                                                  | 30 km klassiek (m)            | 61e       | 1:50.47,8 (+16.52,0)                                |
| Donald Farley                                                  | 50 km vrije stijl (m)         | dnf       | opgave                                              |
| Robin McKeever                                                 | 10 km klassiek (m)            | 48e       | 30.32,2 (+3.07,7)                                   |
| Robin McKeever                                                 | 30 km klassiek (m)            | 62e       | 1:51.23,5 (+17.27,7)                                |
| Robin McKeever                                                 | 50 km vrije stijl (m)         | 58e       | 2:28.19,0 (+23.10,8)                                |
| Robin McKeever                                                 | achtervolging 10 km+15 km (m) | dns       | niet gestart 15 km (10 km:30.32 + 15 km:dns)        |
| Guido Visser                                                   | 10 km klassiek (m)            | 71e       | 31.50,8 (+4.26,3)                                   |
| Guido Visser                                                   | 30 km klassiek (m)            | 64e       | 1:55.04,1 (+21.08,3)                                |
| Guido Visser                                                   | 50 km vrije stijl (m)         | 62e       | 2:33.49,7 (+28.41,5)                                |
| Guido Visser                                                   | achtervolging 10 km+15 km (m) | 58e       | +9.05,8 (10 km:31.50 + 15 km:44.17,5)               |
| Team Donald Farley Robin McKeever Chris Blanchard Guido Visser | 4x10 km estafette (m)         | 18e       | 1:49.27,4 (+8.31,7) 28.15,6 28.00,3 26.20,3 26.51,2 |
|                                                                |                               |           |                                                     |
| Jaime Fortier                                                  | 5 km klassiek (v)             | 77e       | 21.20,8 (+3.42,9)                                   |
| Jaime Fortier                                                  | achtervolging 5 km+10 km (v)  | dns       | niet gestart 10 km (5 km:21.20 + 10 km:dns)         |
| Marie-Odile Raymond                                            | 15 km klassiek (v)            | 62e       | 56.53,3 (+9.57,9)                                   |
| Marie-Odile Raymond                                            | 30 km vrije stijl (v)         | 56e       | 1:41.07,2 (+19.05,7)                                |
| Sara Renner                                                    | 5 km klassiek (v)             | 74e       | 21.02,4 (+3.24,5)                                   |
| Sara Renner                                                    | 30 km vrije stijl (v)         | 54e       | 1:40.14,6 (+18.13,1)                                |
| Sara Renner                                                    | achtervolging 5 km+10 km (v)  | 64e       | +8.06,8 (5 km:21.02 + 10 km:33.11,7)                |
| Beckie Scott                                                   | 5 km klassiek (v)             | 47e       | 19.32,6 (+1.54,7)                                   |
| Beckie Scott                                                   | 15 km klassiek (v)            | 60e       | 55.43,7 (+8.48,3)                                   |
| Beckie Scott                                                   | 30 km vrije stijl (v)         | 51e       | 1:35.47,4 (+13.45,9)                                |
| Beckie Scott                                                   | achtervolging 5 km+10 km (v)  | 45e       | +4.34,9 (5 km:19.32 + 10 km:31.09,8)                |
| Milaine Thériault                                              | 5 km klassiek (v)             | 54e       | 19.41,8 (+2.03,9)                                   |
| Milaine Thériault                                              | 15 km klassiek (v)            | 59e       | 55.38,2 (+8.42,8)                                   |
| Milaine Thériault                                              | achtervolging 5 km+10 km (v)  | 56e       | +5.59,9 (5 km:19.41 + 10 km:32.25,8)                |
| Team Beckie Scott Milaine Thériault Sara Renner Jaime Fortier  | 4x5 km estafette (v)          | 16e       | 1:01.09,9 (+5.56,4) 14.38,1 15.14,7 15.34,1 15.43,0 |

### Rodelen
| Olympiër    | Discipline | Resultaat | Prestatie                                             |
| ----------- | ---------- | --------- | ----------------------------------------------------- |
| Clay Ives   | mannen     | 15e       | 3.22,275 (+3,839) (50,632 / 50,348 / 50,858 / 50,437) |
| Tyler Seitz | mannen     | 18e       | 3.22,442 (+4,006) (50,689 / 50,948 / 50,400 / 50,405) |

### Schaatsen
| Olympiër            | Discipline | Resultaat | Prestatie                   |
| ------------------- | ---------- | --------- | --------------------------- |
| Pat Bouchard        | 500 m (m)  | 5e        | 1.12,05 (+0,70) 35,96+36,09 |
| Pat Bouchard        | 1000 m (m) | 19e       | 1.12,49 (+1,85)             |
| Sylvain Bouchard    | 500 m (m)  | 4e        | 1.12,00 (+0,65) 35,90+36,10 |
| Sylvain Bouchard    | 1000 m (m) | 5e        | 1.11,29 (+0,65)             |
| Steven Elm          | 1500 m (m) | 25e       | 1.52,70 (+4,83)             |
| Steven Elm          | 5000 m (m) | 23e       | 6.48,67 (+26,47)            |
| Mark Knoll          | 5000 m (m) | 24e       | 6.50,55 (+28,35)            |
| Kevin Marshall      | 1500 m (m) | 26e       | 1.52,77 (+4,90)             |
| Neal Marshall       | 1500 m (m) | 30e       | 1.52,93 (+5,06)             |
| Kevin Overland      | 500 m (m)  | Brons     | 1.11,86 (+0,51) 35,78+36,08 |
| Kevin Overland      | 1000 m (m) | 9e        | 1.11,90 (+1,26)             |
| Kevin Overland      | 1500 m (m) | 20e       | 1.52,07 (+4,20)             |
| Jeremy Wotherspoon  | 500 m (m)  | Zilver    | 1.11,84 (+0,49) 36,04+35,80 |
| Jeremy Wotherspoon  | 1000 m (m) | 6e        | 1.11,39 (+0,75)             |
|                     |            |           |                             |
| Susan Auch          | 500 m (v)  | Zilver    | 1.16,93 (+0,33) 38,42+38,51 |
| Susan Auch          | 1000 m (v) | 18e       | 1.19,82 (+3,31)             |
| Sylvie Cantin       | 1000 m (v) | 33e       | 1.22,46 (+5,95)             |
| Isabelle Doucet     | 1500 m (v) | 29e       | 2.06,45 (+8,87)             |
| Linda Johnson-Blair | 500 m (v)  | 13e       | 1.18,81 (+2,21) 39,24+39,57 |
| Linda Johnson-Blair | 1000 m (v) | 21e       | 1.20,42 (+3,91)             |
| Catriona LeMay-Doan | 500 m (v)  | Goud      | 1.16,60 38,39+38,21         |
| Catriona LeMay-Doan | 1000 m (v) | Brons     | 1.17,37 (+0,86)             |
| Catriona LeMay-Doan | 1500 m (v) | 13e       | 2.02,19 (+4,61)             |
| Ingrid Liepa        | 1500 m (v) | 24e       | 2.04,60 (+7,02)             |
| Ingrid Liepa        | 3000 m (v) | 25e       | 4.27,99 (+20,70)            |
| Susan Massitti      | 3000 m (v) | 21e       | 4.21,66 (+14,37)            |
| Michelle Morton     | 500 m (v)  | 33e       | 1.22,79 (+6,19) 42,95+39,84 |
| Cindy Overland      | 3000 m (v) | 19e       | 4.20,81 (+13,52)            |

### Shorttrack
| Olympiër                                                         | Discipline           | Resultaat | Prestatie                                                                         |
| ---------------------------------------------------------------- | -------------------- | --------- | --------------------------------------------------------------------------------- |
| Éric Bédard                                                      | 500 m (m)            | 10e       | dnq, kf 3 (3e): 43,113, vr 7 (1e): 43,342                                         |
| Éric Bédard                                                      | 1000 m (m)           | Brons     | Finale: 1.32,661, hf 1 (2e): 1.36,233, kf 3 (2e): 1.29,622, vr 4 (2e): 1.32,975   |
| François Drolet                                                  | 500 m (m)            | 16e       | dnq, kf 2: diskwalificatie, vr 2 (1e): 43,551                                     |
| François Drolet                                                  | 1000 m (m)           | 11e       | dnq, kf 2 (3e): 1.32,513, vr 5 (1e): 1.32,949                                     |
| Marc Gagnon                                                      | 500 m (m)            | 4e        | Finale: 1.15,605, hf 2 (2e): 42,780, kf 1 (1e): 43,254, vr 5 (2e): 43,901         |
| Marc Gagnon                                                      | 1000 m (m)           | 16e       | dnq, kf 1: diskwalificatie, vr 7 (2e): 1.30,476                                   |
| Éric Bédard Derrick Campbell François Drolet Marc Gagnon         | 5000 m aflossing (m) | Goud      | Finale: 7.06,075, hf 1 (1e): 7.05,766                                             |
|                                                                  |                      |           |                                                                                   |
| Isabelle Charest                                                 | 500 m (v)            | 7e        | Finale: diskwalificatie, hf 1 (1e): 44,991, kf 1 (2e): 46,194, vr 8 (1e): 46,085  |
| Isabelle Charest                                                 | 1000 m (v)           | 7e        | B-finale: 1.37,813, hf 1 (3e): 1.35,741, kf 3 (1e): 1.37,200, vr 3 (1e): 1.39,729 |
| Annie Perreault                                                  | 500 m (v)            | Goud      | Finale: 46,568, hf 2 (1e): 45,612, kf 2 (1e): 46,421, vr 3 (2e): 45,866           |
| Annie Perreault                                                  | 1000 m (v)           | 14e       | dnq, kf 1 (5e): 1.35,302, vr 4 (2e): 1.39,128                                     |
| Tania Vicent                                                     | 500 m (v)            | 29e       | dnq, vr 2 (4e): 1.10,212                                                          |
| Tania Vicent                                                     | 1000 m (v)           | 23e       | dnq, vr 7 (3e): 1.40,923                                                          |
| Christine Boudrias Isabelle Charest Annie Perreault Tania Vicent | 3000 m aflossing (v) | Brons     | Finale: 4.21,205, hf 1 (2e): 4.24,152                                             |

### Snowboarden
| Olympiër           | Discipline       | Resultaat | Prestatie                            |
| ------------------ | ---------------- | --------- | ------------------------------------ |
| Mike Michalchuk    | halfpipe (m)     | 8e        | 76,0 p. kwal. 1: 32,3 kwal. 2:41,4 q |
| Brett Carpentier   | halfpipe (m)     | 9e        | 75,6 p. kwal. 1: 36,3 kwal. 2:41,8 q |
| Derek Heidt        | halfpipe (m)     | 26e       | dnq kwal. 1: 35,6 kwal. 2:35,8       |
| Trevor Andrew      | halfpipe (m)     | 29e       | dnq kwal. 1: 24,1 kwal. 2:32,4       |
| Ross Rebagliati    | reuzenslalom (m) | Goud      | 2.03,96 59,87+1.04,09                |
| Jasey-Jay Anderson | reuzenslalom (m) | 16e       | 2.11,33 (+7,37) 59,31+1.12,02        |
| Darren Chalmers    | reuzenslalom (m) | 26e       | diskwalificatie run 2 1.04,09+dq     |
| Mark Fawcett       | reuzenslalom (m) | dnf-1     | opgave run 1                         |
| Maëlle Ricker      | halfpipe (v)     | 5e        | 71,1 p. kwal. 1: 34,4 q              |
| Tara Teigen        | halfpipe (v)     | 10e       | dnq kwal. 1: 32,9 kwal. 2:33,3       |
| Lori Glazier       | halfpipe (v)     | 18e       | dnq kwal. 1: 25,9 kwal. 2:26,9       |
| Natasza Zurek      | halfpipe (v)     | 25e       | dnq kwal. 1: 33,9 kwal. 2:11,6       |

### IJshockey
| Olympiër | Discipline | Resultaat | Prestatie |
| --- | ---------- | --------- | --- |
| Patrick Roy Ray Bourque Al MacInnis Rob Blake Adam Foote Éric Desjardins Chris Pronger Scott Stevens Eric Lindros Joe Nieuwendyk Theo Fleury Wayne Gretzky Keith Primeau Joe Sakic Rod Brind'Amour Brendan Shanahan Shayne Corson Mark Recchi Rob Zamuner Trevor Linden Steve Yzerman                    | mannen     | 4e        | Hoofdronde groep D: 5- 0 Canada - Wit-Rusland 3- 2 Canada - Zweden 4- 1 Canada - Verenigde Staten Kwartfinale: 4- 1 Canada - Kazachstan Halve finale: 1- 2 Canada - Tsjechië Bronzen finale: 2- 3 Canada - Finland |
| Jennifer Botterill Thérèse Brisson Cassie Campbell Judy Diduck Nancy Drolet Lori Dupuis Danielle Goyette Geraldine Heaney Jayna Hefford Becky Kellar Kathy McCormack Karen Nystrom Lesley Reddon Manon Rhéaume Laura Schuler Fiona Smith France St-Louis Vicky Sunohara Hayley Wickenheiser Stacy Wilson | vrouwen    | Zilver    | Groepsfase: 13- 0 Canada - Japan 2- 0 Canada - China 5- 3 Canada - Zweden 4- 2 Canada - Finland 4- 7 Canada - Verenigde Staten Finale: 1- 3 Canada - Verenigde Staten                                              |

Amerikaanse Maagdeneilanden · Andorra · Argentinië · Armenië · Australië · Azerbeidzjan · België · Bermuda · Bosnië en Herzegovina · Brazilië · Bulgarije · Canada · Chili · China · Chinees Taipei · Cyprus · Denemarken · Duitsland · Estland · Finland · Frankrijk · Georgië · Griekenland · Groot-Brittannië · Hongarije · Ierland · IJsland · India · Iran · Israël · Italië · Jamaica · Japan · Joegoslavië · Kazachstan · Kenia · Kirgizië · Kroatië · Letland · Liechtenstein · Litouwen · Luxemburg · Macedonië · Moldavië · Monaco · Mongolië · Nederland · Nieuw-Zeeland · Noord-Korea · Noorwegen · Oekraïne · Oezbekistan · Oostenrijk · Polen · Portugal · Puerto Rico · Roemenië · Rusland · Slovenië · Slowakije · Spanje · Trinidad en Tobago · Tsjechië · Turkije · Uruguay · Venezuela · Verenigde Staten · Wit-Rusland · Zuid-Afrika · Zuid-Korea · Zweden · Zwitserland